# Европейски път Е82
Европейски път Е82 е европейската пътна мрежа. Той свързва Порто (Португалия) с Тордесиляс (Испания). Пътят е дълъг 380 км.

## Маршрут
- Португалия
  - Порто
  - Амаранте
  - Вила Реал
  - Браганса
- Испания
  - Самора
  - Тордесиляс